# ГЕС Сестрімо
ГЕС Сестрімо — гідроелектростанція в Болгарії у Південно-центральному регіоні. Входить до складу гідровузла Бельмекен-Сестрімо-Чаіра.
ГЕС Сестрімо працює на основі ресурсів створеного на Кривій Реці (права притока Мариці) водосховища Станкові Бараки об'ємом 0,42 млн м3 (корисний об'єм 0,38 млн м3) із площею поверхні 2,2 гектари, яке утримує кам'яно-накидна гребля із глиняним ядром висотою 37 метрів та довжиною 100 метрів. Коливання рівня сховища можливе між позначками 1167 та 1183 метрів над рівнем моря. Сюди надходять:
- відпрацьована вода із ГЕС Бельмекен, розташованої вище по течії Кривої Реки;
- вода із Мариці за допомогою дериваційного тунелю/каналу довжиною 20,7 км «Мариця 1200» (відбір води із річки на позначці 1200 метрів на рівнем моря);
- ресурси із долини Чаірської Реки (права притока Кривої Реки) через дериваційний канал «Чаірськи» довжиною 16 км;
- вода із долини Ядениці (ще одна права притока Мариці, долина якої пролягає на схід від Кривої Реки) через дериваційний канал/тунель «Ядениця» довжиною 19,8 км.
Машинний зал ГЕС Сестрімо розташований в долині Кривої Реки та з'єднаний з водосховищем Станкові Бараки дериваційним тунелем, що забезпечує напір у 539 метрів. Зал обладнаний двома турбінами типу Пелтон, потужністю по 120 МВт. При цьому середньорічний виробіток становить лише 230 млн кВт-год, що пояснюється нестачею ресурсів водозбірного басейну, особливо в спекотну пору року.
Відпрацьована на ГЕС вода відводиться по каналу до верхнього балансуючого резервуару станції Моміна Клісура.